# Список призерів чемпіонатів України з легкої атлетики в приміщенні серед чоловіків
Цей список включає призерів чемпіонатів України з легкої атлетики в приміщенні в чоловічих дисциплінах за всі роки їх проведення.

## Чинна програма

### 60 метрів
| Чемпіонат | Золото                                       | Срібло                                       | Бронза                                                                    |
| --------- | -------------------------------------------- | -------------------------------------------- | ------------------------------------------------------------------------- |
| 1992      |                                              |                                              |                                                                           |
| 1993      | Владислав Дологодін Харківська область       | Віктор Бризгін Луганська область             | Олексій Чихачов Запорізька область                                        |
| 1994      | Олександр Шличков Київ                       | Олег Крамаренко Запорізька область           | Владислав Дологодін Харківська область                                    |
| 1995      | Сергій Осович Івано-Франківська область      | Олексій Чихачов Запорізька область           | Віталій Сенів Тернопільська область                                       |
| 1996      | Олександр Стрельцов Запорізька область       | Ігор Страх Запорізька область                |                                                                           |
| 1997      | Костянтин Рурак Дніпропетровська область     | Олег Крамаренко Запорізька область           | Віталій Сенів Тернопільська область                                       |
| 1998      | Сергій Осович Івано-Франківська область      | Богдан Замостяник Київ                       | Анатолій Довгаль Харківська область                                       |
| 1999      | Микола Тимченко Миколаївська область         | Віталій Сенів Івано-Франківська область      | Богдан Замостяник Київ                                                    |
| 2000      | Костянтин Рурак Запорізька область           | Віталій Сенів Івано-Франківська область      | Владислав Дологодін Харківська областьАнатолій Довгаль Харківська область |
| 2001      | Костянтин Рурак Запорізька область           | Анатолій Довгаль Харківська область          | Костянтин Васюков Донецька область                                        |
| 2002      | Анатолій Довгаль Харківська область          | Костянтин Васюков Донецька область           | Костянтин Рурак Запорізька область                                        |
| 2003      | Анатолій Довгаль Харківська область          | Костянтин Васюков Донецька область           | Олександр Кайдаш Харківська область                                       |
| 2004      | Анатолій Довгаль Харківська область          | Костянтин Рурак Запорізька область           | Костянтин Васюков Донецька область                                        |
| 2005      | Дмитро Глущенко Харківська область           | Анатолій Довгаль Харківська область          | Костянтин Васюков Донецька область                                        |
| 2006      | Анатолій Довгаль Харківська область          | Костянтин Васюков Донецька область           | Роман Бублик Івано-Франківська область                                    |
| 2007      | Ігор Бодров Харківська область               | Дмитро Глущенко Київ                         | Віталій Чикало Тернопільська область                                      |
| 2008      | Ігор Бодров Харківська область               | Дмитро Глущенко Київ                         | Роман Бублик Івано-Франківська область                                    |
| 2009      | Ігор Бодров Харківська область               | Костянтин Васюков Донецька область           | Олексій Копищик Полтавська область                                        |
| 2010      | Сергій Сагуткін Запорізька область           | Роман Бублик Івано-Франківська область       | Юрій Штанов Сумська область                                               |
| 2011      | Роман Бублик Івано-Франківська область       | Юрій Штанов Сумська область                  | Костянтин Васюков Донецька область                                        |
| 2012      | Ігор Бодров Харківська область               | Руслан Перестюк Харківська область           | Юрій Штанов Сумська область                                               |
| 2013      | Сергій Сагуткін Запорізька область           | Ігор Бодров Харківська область               | Юрій Штанов Сумська область                                               |
| 2014      | Ігор Бодров Харківська область               | Еміль Ібрагімов Чернівецька область          | Сергій Смелик Луганська область                                           |
| 2015      | Сергій Смелик Київ                           | Роман Кравцов Запорізька область             | Ігор Бодров Харківська область                                            |
| 2016      | Володимир Супрун Сумська область             | Еміль Ібрагімов Запорізька область           | Ігор Бодров Харківська область                                            |
| 2017      | Володимир Супрун Сумська область             | Роман Кравцов Запорізька область             | Соколов Олександр Миколаївська область                                    |
| 2018      | Олександр Соколов Миколаївська область       | Сергій Смелик Київ                           | Володимир Супрун Сумська область                                          |
| 2019      | Олександр Соколов Миколаївська область       | Василь Макух Київ                            | Кайган Озер Туреччина                                                     |
| 2020      | Ерік Костриця Волинська область              | Дмитро Вітковський Волинська область         | Роман Кравцов Запорізька область                                          |
| 2021      | Олександр Соколов Миколаївська область       | Станіслав Коваленко Дніпропетровська область | Кайган Озер Туреччина                                                     |
| 2022      | чемпіонат не проводився                      |                                              |                                                                           |
| 2023      | Станіслав Коваленко Дніпропетровська область | Андрій Васильєв Запорізька область           | Ерік Костриця Волинська область                                           |
| 2024      | Олександр Соколов Дніпропетровська область   | Андрій Васильєв Запорізька область           | Станіслав Коваленко Дніпропетровська область                              |

### 200 метрів
| Чемпіонат | Золото                                        | Срібло                                  | Бронза                                       |
| --------- | --------------------------------------------- | --------------------------------------- | -------------------------------------------- |
| 1992      |                                               |                                         |                                              |
| 1993      | Дмитро Ваняікін Київ                          | Сергій Осович Івано-Франківська область | Роман Галкін Харківська область              |
| 1994      | Ігор Стрельцов Запорізька область             | Леонід Яжинський Львівська область      | Вадим Огій Дніпропетровська область          |
| 1995      | Роман Галкін Київ                             | Вадим Огій Дніпропетровська область     | Ігор Стрельцов Запорізька область            |
| 1996      | Ігор Стрельцов Запорізька область             |                                         |                                              |
| 1997      | Роман Галкін Київ                             | Дмитро Ваняікін Київ                    |                                              |
| 1998      | Роман Галкін Харківська область               | Богдан Замостяник Київ                  | Сергій Полінков Київ                         |
| 1999      | Богдан Замостяник Київ                        | Роман Галкін Харківська область         | Олександр Кайдаш Харківська область          |
| 2000      | Сергій Осович Івано-Франківська область       | Олександр Кайдаш Харківська область     | Сергій Полінков Київ                         |
| 2001      | Сергій Осович Івано-Франківська область       | Михайло Горін Львівська область         | Сергій Тищенко Київ                          |
| 2002      | Євген Зюков Харківська область                | Владлен Радул Молдова                   | Станіслав Пупов Донецька область             |
| 2003      | Олександр Кайдаш Харківська область           | Дмитро Глущенко Харківська область      | Станіслав Пупов Донецька область             |
| 2004      | Дмитро Глущенко Харківська область            | Михайло Книш Вінницька область          | Костянтин Васюков Донецька область           |
| 2005      | Дмитро Глущенко Харківська область            | Ігор Бодров Харківська область          | Дмитро Островський Хмельницька область       |
| 2006-2012 | дисципліна не входила до програми чемпіонатів |                                         |                                              |
| 2013      | Віталій Корж Сумська область                  | Володимир Супрун Сумська область        | Михайло Книш Вінницька область               |
| 2014-2015 | дисципліна не входила до програми чемпіонатів |                                         |                                              |
| 2016      | Віталій Корж Сумська область                  | Віталій Бутрим Сумська область          | Сергій Костенко Запорізька область           |
| 2017-2018 | дисципліна не входила до програми чемпіонатів |                                         |                                              |
| 2019      | Станіслав Коваленко Дніпропетровська область  | Кирило Приходько Донецька область       | Данило Шаматрин Київ                         |
| 2020      | Кирило Приходько Донецька область             | Олексій Поздняков Донецька область      | Станіслав Коваленко Дніпропетровська область |
| 2021      | Огуз Уяр Туреччина                            | Кирило Приходько Донецька область       | Дмитро Гладкий Київ                          |
| 2022      | чемпіонат не проводився                       |                                         |                                              |
| 2023      | Данило Даниленко Волинська область            | Дмитро Янчик Київ                       | Кирило Приходько Донецька область            |
| 2024      | Дмитро Гладкий Київ                           | Давид Кулаковський Полтавська область   | Максим Романов Сумська область               |

### 400 метрів
| Чемпіонат | Золото                                      | Срібло                                  | Бронза                                      |
| --------- | ------------------------------------------- | --------------------------------------- | ------------------------------------------- |
| 1992      | Валерій Козлов Житомирська область          | Петро Железний Одеська область          |                                             |
| 1993      | Валерій Козлов Житомирська область          | Володимир Дорош Львівська область       | Сергій Сірохман Київська область            |
| 1994      | Олександр Голик Київ                        | Василь Лозинський Львівська область     | Володимир Дорош Львівська область           |
| 1995      | Олександр Голик Київ                        |                                         |                                             |
| 1996      | Юрій Вострухін Запорізька область           | Володимир Дорош Львівська область       |                                             |
| 1997      | Валентин Кульбацький Донецька область       | Андрій Твердоступ Харківська область    | Ростислав Местечкин Черкаська область       |
| 1998      | Ростислав Местечкин Черкаська область       | Андрій Твердоступ Харківська область    | Володимир Дорош Львівська область           |
| 1999      | Володимир Рибалка Київ                      | Євген Зюков Харківська область          | Володимир Дорош Львівська область           |
| 2000      | Володимир Рибалка Київ                      | Андрій Твердоступ Харківська область    | Євген Кущ Запорізька область                |
| 2001      | Андрій Твердоступ Харківська область        | Володимир Рибалка Київ                  | Дмитро Глущенко Донецька область            |
| 2002      | Володимир Демченко Дніпропетровська область | Андрій Твердоступ Харківська область    | Олег Гончаренко Вінницька область           |
| 2003      | Володимир Демченко Дніпропетровська область | Володимир Рибалка Київ                  | Михайло Дмитрієв Запорізька область         |
| 2004      | Володимир Демченко Дніпропетровська область | Володимир Рибалка Київ                  | Михайло Дмитрієв Запорізька область         |
| 2005      | Володимир Демченко Дніпропетровська область | Михайло Книш Вінницька область          | Олексій Рачковський Житомирська область     |
| 2006      | Олексій Рачковський Житомирська область     | Михайло Книш Вінницька область          | Віталій Дубоносов Київ                      |
| 2007      | Михайло Книш Вінницька область              | Віталій Головачов Київська область      | Володимир Демченко Дніпропетровська область |
| 2008      | Михайло Книш Вінницька область              | Олексій Рачковський Житомирська область | Володимир Бураков Київ                      |
| 2009      | Станіслав Мельников Одеська область         | Михайло Книш Вінницька область          | Володимир Бураков Київ                      |
| 2010      | Володимир Бураков Київська область          | Михайло Книш Вінницька область          | Станіслав Мельников Одеська область         |
| 2011      | Дмитро Островський Хмельницька область      | Євген Гуцол Сумська область             | Володимир Бураков Київська область          |
| 2012      | Євген Гуцол Сумська область                 | Володимир Бураков Київська область      | Дмитро Бікулов Харківська область           |
| 2013      | Володимир Бураков Запорізька область        | Віталій Бутрим Сумська область          | Олексій Рємєнь Запорізька область           |
| 2014      | Віталій Бутрим Сумська область              | Євген Гуцол Сумська область             | Данило Даниленко Донецька область           |
| 2015      | Євген Гуцол Сумська область                 | Віталій Бутрим Сумська область          | Володимир Бураков Запорізька область        |
| 2016      | Євген Гуцол Сумська область                 | Данило Даниленко Волинська область      | Володимир Бураков Запорізька область        |
| 2017      | Віталій Бутрим Сумська область              | Євген Гуцол Волинська область           | Данило Даниленко Волинська область          |
| 2018      | Віталій Бутрим Сумська область              | Данило Даниленко Волинська область      | Олексій Поздняков Донецька область          |
| 2019      | Віталій Бутрим Сумська область              | Данило Даниленко Волинська область      | Олексій Поздняков Донецька область          |
| 2020      | Іван Будзинський Київ                       | Олександр Погорілко Сумська область     | Данило Даниленко Волинська область          |
| 2021      | Іляс Чанакчі Туреччина                      | Олександр Погорілко Сумська область     | Данило Даниленко Волинська область          |
| 2022      | чемпіонат не проводився                     |                                         |                                             |
| 2023      | Олександр Погорілко Сумська область         | Микита Барабанов Запорізька область     | Ростислав Голубович Черкаська область       |
| 2024      | Олександр Погорілко Сумська область         | Данило Даниленко Волинська область      | Ярослав Демченко Сумська область            |

### 800 метрів
| Чемпіонат | Золото                                      | Срібло                                      | Бронза                                  |
| --------- | ------------------------------------------- | ------------------------------------------- | --------------------------------------- |
| 1992      |                                             | Іван Гриник Миколаївська область            | Михайло Цема Львівська область          |
| 1993      | Андрій Крамінський Херсонська область       | Олександр Коснюк Київська область           | Валентин Остапенко Закарпатська область |
| 1994      | Андрій Крамінський Херсонська область       | Іван Гриник Миколаївська область            | Юрій Татарчук Київ                      |
| 1995      |                                             |                                             |                                         |
| 1996      |                                             |                                             | Олег Курбаков Київ                      |
| 1997      | Євген Карлаш Київ                           | Микола Вікарій Житомирська область          | Іван Гриник Миколаївська область        |
| 1998      | Володимир Ковалик Івано-Франківська область | Андрій Шокур Чернігівська область           | Сергій Флокій Дніпропетровська область  |
| 1999      | Андрій Твердоступ Харківська область        | Володимир Ковалик Івано-Франківська область | Сергій Мартинов Київська область        |
| 2000      | Сергій Мартинов Київська область            | Володимир Ковалик Івано-Франківська область | Абдул-Хакім Зінь Одеська область        |
| 2001      | Володимир Ковалик Івано-Франківська область | Євген Потребенко Луганська область          | Максим Петров Одеська область           |
| 2002      | Віталій Подакін Житомирська область         | Володимир Ковалик Хмельницька область       | Євген Потребенко Луганська область      |
| 2003      | Володимир Ковалик Івано-Франківська область | Олег Лобанов Київ                           | Максим Петров Київська область          |
| 2004      | Олег Лобанов Київ                           | Віталій Подакін Житомирська область         | Євген Потребенко Луганська область      |
| 2005      | Олег Лобанов Київ                           | Володимир Ковалик Івано-Франківська область | Віталій Волошин Черкаська область       |
| 2006      | Віталій Волошин Черкаська область           | Максим Жудін Чернігівська область           | Віталій Зімзе Донецька область          |
| 2007      | Олександр Осмолович Житомирська область     | Кирило Масунов Одеська область              | Віталій Волошин Черкаська область       |
| 2008      | Олександр Осмолович Житомирська область     | Артем Казбан Сумська область                | Кирило Масунов Одеська область          |
| 2009      | Віталій Волошин Черкаська область           | Олександр Осмолович Житомирська область     | Олег Лобанов Луганська область          |
| 2010      | Віталій Волошин Черкаська область           | Артем Казбан Дніпропетровська область       | Максим Жудін Донецька область           |
| 2011      | Олександр Осмолович Житомирська область     | Артем Казбан Дніпропетровська область       | Ігор Давидов Київ                       |
| 2012      | Ігор Давидов Київ                           | Тарас Бибик Чернівецька область             | В'ячеслав Олішевський Черкаська область |
| 2013      | Тарас Бибик АР Крим                         | Ігор Давидов Київ                           | Олександр Осмолович Житомирська область |
| 2014      | Віктор Тюменцев Донецька область            | В'ячеслав Олішевський Житомирська область   | Віталій Маринич Житомирська область     |
| 2015      | В'ячеслав Олішевський Житомирська область   | Роман Ярко Житомирська область              | Дмитро Ніколайчук Київ                  |
| 2016      | Роман Ярко Житомирська область              | Станіслав Сеник Івано-Франківська область   | Денис Ротар Київ                        |
| 2017      | Станіслав Сеник Івано-Франківська область   | Олександр Карпенко Київська область         | Дмитро Ніколайчук Київ                  |
| 2018      | Євген Гуцол Волинська область               | Олег Миронець Чернівецька область           | Дмитро Ніколайчук Київ                  |
| 2019      | Євген Гуцол Волинська область               | Олег Миронець Чернівецька область           | Роман Фесенко Київська область          |
| 2020      | Євген Гуцол Волинська область               | Олег Миронець Чернівецька область           | Владислав Фінчук Київ                   |
| 2021      | Олег Миронець Чернівецька область           | Юрій Кіщенко Київ                           | Дмитро Іванов Київська область          |
| 2022      | чемпіонат не проводився                     |                                             |                                         |
| 2023      | Олег Миронець Чернівецька область           | Владислав Фінчук Київ                       | Юрій Кіщенко Київ                       |
| 2024      | Олег Миронець Чернівецька область           | Євген Кузнєцов Донецька область             | Василь Войтюк Вінницька область         |

### 1500 метрів
| Чемпіонат | Золото                                   | Срібло                                   | Бронза                                    |
| --------- | ---------------------------------------- | ---------------------------------------- | ----------------------------------------- |
| 1992      |                                          | Андрій Чорноколпаков Київ                | Валер'ян В'язов Харківська область        |
| 1993      | Ігор Ліщинський Дніпропетровська область | Олег П'ятигорський Запорізька область    | Альберт Мітін Київ                        |
| 1994      | Олександр Фелоненко Запорізька область   | Альберт Мітін Київ                       | Дмитро Лісіцин Донецька область           |
| 1995      | Ігор Ліщинський Дніпропетровська область | Дмитро Лісіцин Донецька область          | Олександр Головницький Волинська область  |
| 1996      | Сергій Лебідь Донецька область           | Сергій Редько Луганська область          | Олександр Єфіменко Чернігівська область   |
| 1997      | Микола Новицький Київ                    | Андрій Наумов Донецька область           | Сергій Редько Луганська область           |
| 1998      | Сергій Лебідь Донецька область           | Анатолій Якимович Волинська область      | Іван Гешко Чернівецька область            |
| 1999      | Анатолій Якимович Волинська область      | Ігор Ліщинський Донецька область         | Андрій Наумов Донецька область            |
| 2000      | Анатолій Якимович Волинська область      | Василь Цікало Львівська область          | Віталій Ноздрачов Донецька область        |
| 2001      | Михайло Іверук Рівненська область        | Вадим Слободенюк Рівненська область      | Ярослав Гресько Івано-Франківська область |
| 2002      | Іван Гешко Чернівецька область           | Олександр Сітковський Донецька область   | Дмитро Барановський Київська область      |
| 2003      | Іван Гешко Чернівецька область           | Василь Цікало Львівська область          | Сергій Шияновський Сумська область        |
| 2004      | Вадим Слободенюк Рівненська область      | Костянтин Нагорний Тернопільська область | Сергій Шияновський Сумська область        |
| 2005      | Микола Трубачов Київ                     | Василь Цікало Львівська область          | Олександр Борисюк Волинська область       |
| 2006      | Іван Гешко Чернівецька область           | Василь Цікало Львівська область          | Микола Лабовський Чернівецька область     |
| 2007      | Володимир Киц Київська область           | Максим Жудін Донецька область            | Сергій Шияновський Сумська область        |
| 2008      | Василь Цікало Львівська область          | Тимофій Тюменцев Одеська область         | Олександр Борисюк Волинська область       |
| 2009      | Олександр Борисюк Волинська область      | Максим Жудін Донецька область            | Сергій Рибак Вінницька область            |
| 2010      | Олександр Борисюк Волинська область      | Віталій Волошин Черкаська область        | Артем Казбан Дніпропетровська область     |
| 2011      | Олександр Борисюк Волинська область      | Володимир Киц Київська область           | Станіслав Маслов Київська область         |
| 2012      | Олександр Борисюк Волинська область      | Володимир Киц Київська область           | Артем Казбан Дніпропетровська область     |
| 2013      | Володимир Киц Київська область           | Олександр Борисюк Волинська область      | Станіслав Маслов Київська область         |
| 2014      | Артем Казбан Дніпропетровська область    | Володимир Киц Київська область           | Віктор Приходько Чернівецька область      |
| 2015      | Станіслав Маслов Київська область        | Юрій Кіщенко Одеська область             | Олександр Борисюк Волинська область       |
| 2016      | Роман Ростикус Львівська область         | Володимир Киц Київська область           | Руслан Даньків Тернопільська область      |
| 2017      | Юрій Кіщенко Одеська область             | Станіслав Маслов Житомирська область     | Володимир Киц Київська область            |
| 2018      | Олег Каяфа Київська область              | Андрій Аліксійчук Донецька область       | Володимир Киц Київська область            |
| 2019      | Володимир Киц Київська область           | Юрій Кіщенко Одеська область             | Андрій Аліксійчук Донецька область        |
| 2020      | Олег Каяфа Київська область              | Артем Алфімов Донецька область           | Юрій Кіщенко Київська область             |
| 2021      | Олег Каяфа Київська область              | Артем Алфімов Донецька область           | Юрій Кіщенко Київ                         |
| 2022      | чемпіонат не проводився                  |                                          |                                           |
| 2023      | Ілля Кунін Дніпропетровська область      | Андрій Краковецький Вінницька область    | Дмитрій Ніколайчук Київ                   |
| 2024      | Андрій Краковецький Вінницька область    | Олег Каяфа Київ                          | Дмитрій Ніколайчук Київ                   |

### 3000 метрів
| Чемпіонат | Золото                                 | Срібло                                   | Бронза                                 |
| --------- | -------------------------------------- | ---------------------------------------- | -------------------------------------- |
| 1992      | Андрій Чорноколпаков Київ              | Віктор Карпенко Київська область         | Ігор Сурла Чернівецька область         |
| 1993      | Андрій Чорноколпаков Київ              | Ігор Сурла Чернівецька область           | Віктор Карпенко Київська область       |
| 1994      | Ігор Осьмак Київ                       | Анатолій Зерук Вінницька область         | Леонід Ляшенко Тернопільська область   |
| 1995      | Сергій Лебідь Дніпропетровська область | Петро Сарафінюк Вінницька область        | Віктор Роговий Київ                    |
| 1996      | Сергій Лебідь Дніпропетровська область | Юрій Омельченко Чернівецька область      | Андрій Данилов Вінницька область       |
| 1997      | Ігор Сурла Чернівецька область         | Микола Новицький Київ                    | Олександр Гулеш Донецька область       |
| 1998      | Андрій Наумов Донецька область         | В'ячеслав Приходько Донецька область     | Ігор Сурла Чернівецька область         |
| 1999      | Андрій Наумов Донецька область         | Ігор Ліщинський Донецька область         | Сергій Редько Луганська область        |
| 2000      | Дмитро Барановський Київська область   | Микола Новицький Київ                    | Іван Гешко Чернівецька область         |
| 2001      | Микола Новицький Київ                  | Олександр Сітковський Донецька область   | Микола Рудик Вінницька область         |
| 2002      | Олександр Сітковський Донецька область | Михайло Іверук Рівненська область        | Сергій Редько Луганська область        |
| 2003      | Дмитро Барановський Київська область   | Олександр Сітковський Донецька область   | Ярослав Мушинський Молдова             |
| 2004      | Дмитро Барановський Київська область   | Іван Бабарика Дніпропетровська область   | Ігор Гелетій Івано-Франківська область |
| 2005      | Вадим Слободенюк Рівненська область    | Сергій Редько Луганська область          | Ігор Гелетій Івано-Франківська область |
| 2006      | Іван Бабарика Дніпропетровська область | Євген Божко Харківська область           | Василь Ремщук Вінницька область        |
| 2007      | Євген Божко Харківська область         | Іван Бабарика Дніпропетровська область   | Володимир Тімашов Донецька область     |
| 2008      | Олександр Борисюк Волинська область    | Олександр Величко Чернівецька область    | Володимир Киц Київська область         |
| 2009      | Сергій Лебідь Донецька область         | Михайло Іверук Рівненська область        | Віталій Рибак Чернігівська область     |
| 2010      | Сергій Рибак Вінницька область         | Андрій Мельник Івано-Франківська область | Іван Стребков Тернопільська область    |
| 2011      | Микола Лабовський Чернівецька область  | Іван Стребков Тернопільська область      | Сергій Рибак Вінницька область         |
| 2012      | Олександр Борисюк Волинська область    | Іван Стребков Тернопільська область      | Сергій Рибак Вінницька область         |
| 2013      | Олександр Борисюк Волинська область    | Іван Стребков Тернопільська область      | Станіслав Маслов Київська область      |
| 2014      | Іван Стребков Тернопільська область    | Станіслав Маслов Київська область        | Ілля Сухарєв Донецька область          |
| 2015      | Станіслав Маслов Київська область      | Іван Стребков Тернопільська область      | Артем Казбан Дніпропетровська область  |
| 2016      | Микола Нижник Київ                     | Станіслав Маслов Київська область        | Іван Стребков Тернопільська область    |
| 2017      | Володимир Киц Київська область         | Іван Стребков Тернопільська область      | Станіслав Маслов Житомирська область   |
| 2018      | Володимир Киц Київська область         | Юрій Кіщенко Одеська область             | Андрій Дещенко Харківська область      |
| 2019      | Володимир Киц Київська область         | Василь Коваль Житомирська область        | Артем Алфімов Донецька область         |
| 2020      | Володимир Киц Київська область         | Олександр Карпенко Київська область      | Андрій Краковецький Вінницька область  |
| 2021      | Василь Коваль Житомирська область      | Артем Алфімов Донецька область           | Ілля Сосницький Вінницька область      |
| 2022      | чемпіонат не проводився                |                                          |                                        |
| 2023      | Роман Ростикус Львівська область       | Андрій Атаманюк Хмельницька область      | Василь Коваль Житомирська область      |
| 2024      | Андрій Атаманюк Хмельницька область    | Ілля Сосницький Вінницька область        | Роман Ростикус Львівська область       |

### 60 метрів з бар'єрами
| Чемпіонат | Золото                                    | Срібло                                     | Бронза                                       |
| --------- | ----------------------------------------- | ------------------------------------------ | -------------------------------------------- |
| 1992      | Геннадій Дакшевич Харківська область      | В'ячеслав Іващенко Черкаська область       |                                              |
| 1993      | Геннадій Дакшевич Харківська область      | Владислав Губа Дніпропетровська область    | Володимир Добриднев Дніпропетровська область |
| 1994      | Володимир Білоконь Кіровоградська область | Андрій Каратєєв Київ                       | Дмитро Колесниченко Рівненська область       |
| 1995      | Володимир Білоконь Луганська область      | Віктор Болкун Луганська область            | Дмитро Колесниченко Київ                     |
| 1996      | Володимир Білоконь Луганська область      |                                            |                                              |
| 1997      | Дмитро Колесниченко Рівненська область    |                                            |                                              |
| 1998      | Володимир Білоконь Кіровоградська область | Дмитро Колесниченко Рівненська область     | Андрій Вінницький Вінницька область          |
| 1999      | Дмитро Колесниченко Рівненська область    | Володимир Білоконь Черкаська область       | Андрій Вінницький Київ                       |
| 2000      | Володимир Білоконь Черкаська область      | Дмитро Колесниченко Рівненська область     | Денис Кожемякін Харківська область           |
| 2001      | Денис Кожемякін Харківська область        | Андрій Вінницький Київ                     | Володимир Овчаров Київ                       |
| 2002      | Денис Кожемякін Харківська область        | Сергій Смоленський Київ                    | В'ячеслав Варда Київ                         |
| 2003      | Сергій Демидюк Київ                       | Володимир Овчаров Київ                     | Геннадій Горбенко Дніпропетровська область   |
| 2004      | Сергій Демидюк Київ                       | Денис Кожемякін Харківська область         | Володимир Овчаров Київ                       |
| 2005      | Сергій Демидюк Київ                       | Давід Іларіані Грузія                      | Андрій Батраченко Дніпропетровська область   |
| 2006      | Сергій Демидюк Київ                       | Давід Іларіані Грузія                      | Андрій Батраченко Дніпропетровська область   |
| 2007      | Сергій Демидюк Київ                       | Андрій Батраченко Дніпропетровська область | Сергій Копанайко Луганська область           |
| 2008      | Олександр Шагов Донецька область          | Давід Іларіані Грузія                      | Артем Федченко Київська область              |
| 2009      | Олександр Вахняков Донецька область       | Роман Баранов Харківська область           | Артем Федченко Київська область              |
| 2010      | Олександр Шагов Київ                      | Сергій Копанайко Луганська область         | Олексій Касьянов Запорізька область          |
| 2011      | Сергій Демидюк Київ                       | Сергій Копанайко Київ                      | Олександр Вахняков Донецька область          |
| 2012      | Олександр Шагов Київ                      | Сергій Копанайко Київ                      | Артем Шаматрин Дніпропетровська область      |
| 2013      | Олексій Касьянов Запорізька область       | Сергій Копанайко Київ                      | Артем Шаматрин Дніпропетровська область      |
| 2014      | Олексій Касьянов Запорізька область       | Артем Шаматрин Київ                        | Микита Захарченко Київ                       |
| 2015      | Сергій Копанайко Київ                     | Артем Шаматрин Київ                        | Олексій Касьянов Запорізька область          |
| 2016      | Сергій Копанайко Київ                     | Артем Шаматрин Київ                        | Павло Горбачов Харківська область            |
| 2017      | Сергій Копанайко Київ                     | Артем Шаматрин Київ                        | Олексій Касьянов Запорізька область          |
| 2018      | Артем Шаматрин Київ                       | Богдан Чорномаз Київ                       | Максат Кандимов АР Крим                      |
| 2019      | Артем Шаматрин Київ                       | Богдан Чорномаз Київ                       | Максат Кандимов АР Крим                      |
| 2020      | Віктор Солянов Київ                       | Олексій Овчаренко Харківська область       | Андрій Василевський Миколаївська область     |
| 2021      | Віктор Солянов Київ                       | Фуркан Акташ Туреччина                     | Артем Шаматрин Київ                          |
| 2022      | чемпіонат не проводився                   |                                            |                                              |
| 2023      | Олег Кукота Київ                          | Віктор Солянов Київ                        | Денис Слюсар Київ                            |
| 2024      | Олег Кукота Київ                          | Віктор Солянов Київ                        | Дмитро Багінський Житомирська область        |

### 3000 метрів з перешкодами
| Чемпіонат | Золото                                        | Срібло                                   | Бронза                                  |
| --------- | --------------------------------------------- | ---------------------------------------- | --------------------------------------- |
| 1992      | Олексій Пацерін Дніпропетровська область      | Павло Армашов Вінницька область          | Віталій Мельцаєв Донецька область       |
| 1993      | Микола Матюшенко Київська область             | Віталій Мельцаєв Донецька область        | Іван Твардовський Тернопільська область |
| 1994      | Микола Матюшенко Київська область             | Олексій Пацерін Дніпропетровська область | Віталій Мельцаєв Донецька область       |
| 1995      | Іван Твардовський Тернопільська область       | Микола Новицький Київ                    | Євген Юдін Донецька область             |
| 1996      | Олексій Пацерін Дніпропетровська область      | Микола Новицький Київ                    | Іван Твардовський Тернопільська область |
| 1997-2001 | дисципліна не входила до програми чемпіонатів |                                          |                                         |
| 2002      | Сергій Редько Луганська область               | Андрій Мельников Хмельницька область     | Андрій Топтун Київ                      |
| 2003      | Сергій Редько Луганська область               | Анатолій Харковець Рівненська область    | Андрій Топтун Київ                      |
| 2004      | Сергій Редько Луганська область               | Андрій Мельников Хмельницька область     | Анатолій Харковець Рівненська область   |
| 2005      | Вадим Слободенюк Рівненська область           | Сергій Редько Луганська область          | Іван Забоєв Луганська область           |
| 2006      | Сергій Редько Луганська область               | Анатолій Харковець Рівненська область    | Ілля Сухарєв Київська область           |
| 2007      | Ілля Сухарєв Київська область                 | Сергій Редько Луганська область          | Єгор Скляров Донецька область           |
| 2008      | Ілля Сухарєв Київська область                 | Сергій Редько Луганська область          | Сергій Лунгу Молдова                    |
| 2009      | Вадим Слободенюк Рівненська область           | Ілля Сухарєв Луганська область           | Олександр Романюк Волинська область     |
| 2010      | Ілля Сухарєв Луганська область                | Павло Олійник Чернігівська область       | Ігор Гайдуков Харківська область        |
| 2011      | Павло Олійник Чернігівська область            | Юрій Кіщенко Одеська область             | Сергій Шевчук АР Крим                   |
| 2012      | Ілля Сухарєв Донецька область                 | Вадим Слободенюк Рівненська область      | Павло Олійник Чернігівська область      |
| 2013      | Павло Олійник Чернігівська область            | Денис Лепінський Донецька область        | Ілля Сухарєв Донецька область           |
| 2014      | Ілля Сухарєв Донецька область                 | Павло Олійник Чернігівська область       | Юрій Грицак Миколаївська область        |
| 2015      | Василь Коваль Житомирська область             | Микола Нижник Київ                       | Юрій Грицак Миколаївська область        |
| 2016      | Іван Стребков Тернопільська область           | Павло Олійник Чернігівська область       | Василь Коваль Житомирська область       |
| 2017      | Роман Ростикус Львівська область              | Костянтин Коляда Львівська область       | Василь Коваль Житомирська область       |
| 2018      | Василь Коваль Житомирська область             | Роман Ростикус Львівська область         | Костянтин Коляда Львівська область      |
| 2019      | Василь Коваль Житомирська область             | Роман Ростикус Львівська область         | Костянтин Коляда Львівська область      |
| 2020      | Костянтин Коляда Львівська область            | Роман Ростикус Львівська область         | Владислав Мартинюк Хмельницька область  |
| 2021      | Василь Коваль Житомирська область             | Мусульман Джоломанов Киргизстан          | Роман Ростикус Львівська область        |
| 2022      | чемпіонат не проводився                       |                                          |                                         |
| 2023      | Василь Коваль Житомирська область             | Роман Ростикус Львівська область         | Василь Сабуняк Київ                     |
| 2024      | Василь Сабуняк Київ                           | Костянтин Коляда Львівська область       | Віталій Альохін Харківська область      |

### 4×400 метрів
| Чемпіонат | Золото                                                                                       | Срібло                                                                                               | Бронза                                                                                    |
| --------- | -------------------------------------------------------------------------------------------- | --- | ----------------------------------------------------------------------------------------- |
| 1992-1996 | дисципліна не входила до програми чемпіонатів                                                | |                                                                                           |
| 1997      | Харківська областьДенис Подгородецький Руслан Анацький Олександр Кайдаш Андрій Твердоступ    | КиївВалерій Козлов Богдан Замостяник Євген Карлаш Олександр Голик                                    | Запорізька областьМихайло Дмитрієв Василь Мазін Євген Кущ Юрій Вострухін                  |
| 1998-2004 | дисципліна не входила до програми чемпіонатів                                                | |                                                                                           |
| 2005      | Запорізька областьМихайло Дмитрієв Олександр Шумаков Сергій Малашко Євген Кущ                | Житомирська областьОлексій Рачковський Віталій Подакін Олег Зимароєв Сергій Логвиненко               | Вінницька областьАнтон Девятко Олександр Доценко Михайло Книш Олександр Обертинський      |
| 2006      | Житомирська областьСергій Логвиненко Віталій Подакін Віталій Рудзинський Олексій Рачковський | Дніпропетровська областьВолодимир Демченко Олег Мірошниченко Олександр Яковенко Максим Білоцерківець | Донецька областьВолодимир Жердєв Віталій Зімзе Олександр Кремененко Олексій Рємєнь        |
| 2007      | дисципліна не входила до програми чемпіонату                                                 | |                                                                                           |
| 2008      | Вінницька областьМихайло Книш Роман Головащенко Віктор Гончарук Володимир Бригинда           | Одеська областьКирило Масунов Максим Петров Роман Сологуб Станіслав Мельников                        | Житомирська областьОлексій Рачковський Анатолій Корпан Віталій Подакін Олександр Гаврилюк |
| 2009      | Вінницька областьРоман Головащенко Володимир Бригинда Віктор Гончарук Михайло Книш           | Харківська областьЯрослав Сологуб Євген Зюков Андрій Радіоненко Андрій Соколов                       | Донецька областьСергій Іщенко Віталій Маринич Олексій Рємєнь Максим Наконечний            |
| 2010      | Вінницька областьМихайло Книш Роман Головащенко Сергій Долгий Віктор Гончарук                | Дніпропетровська областьІгор Широкий Денис Тесленко Анатолій Синянський Роман Старух                 | Київська областьВолодимир Бураков Віталій Герасім'юк Олексій Рємєнь Богдан Столярчук      |
| 2011      | Дніпропетровська областьДенис Тесленко Анатолій Синянський Роман Корецький Микола Жевнер     | Львівська областьАндрій Тиндик Вадим Чугай Степан Марчук Роман Бурмай                                | Черкаська областьВіталій Волошин В'ячеслав Олішевський Денис Нечипоренко Ігор Ігнатенко   |
| 2012      | Запорізька областьЄвген Дучинський Олексій Рємєнь Олег Герман Володимир Бураков              | Дніпропетровська областьДенис Тесленко Олександр Савченко Роман Корецький Анатолій Синянський        | Вінницька областьМихайло Книш Іван Вітов Сергій Долгий Роман Головащенко                  |
| 2013      | Запорізька областьОлексій Рємєнь Володимир Бураков Михайло Яворський Сергій Калмиков         | Житомирська областьНазарій Дзюбенко Максим Костічев Олександр Осмолович Роман Ярко                   | Вінницька областьМихайло Книш Іван Вітов Микола Огоровий Роман Головащенко                |
| 2014      | Запорізька областьВолодимир Бураков Олексій Рємєнь Олег Герман Михайло Яворський             | Житомирська областьДмитро Гедзюк Юрій Чорний Назарій Дзюбенко Максим Костічев                        | Харківська областьСергій Луняк Тарас Колісник Денис Васюренко Дмитро Бікулов              |
| 2015      | Житомирська областьМаксим Костічев Дмитро Гедзюк Назарій Дзюбенко В'ячеслав Олішевський      | Львівська областьМикола Вайда Юрій Трохімчук Олексій Мацкевич Андрій Тиндик                          | Одеська областьАнвар Магомедов Максим Лябін Станіслав Мельников Анатолій Синянський       |
| 2016      | Сумська областьВіталій Бутрим Євген Гуцол Олексій Поздняков Михайло Тютюнников               | Львівська областьЮрій Бас Степан Марчук Олексій Мацкевич Юрій Трохімчук                              | Дніпропетровська областьЮрій Баранцов Ілля Денисов Дмитро Іванов Микола Дем'яненко        |
| 2017      | Сумська областьОлексій Поздняков Віталій Бутрим Ярослав Демченко Михайло Тютюнников          | Волинська областьЄвген Гуцол Данило Даниленко Олександр Пенькало Анатолій Синянський                 | Дніпропетровська областьМикола Дем'яненко Дмитро Руденко Сергій Драч Юрій Баранцов        |
| 2018      | Волинська областьАнатолій Синянський Данило Даниленко Ерік Костриця Євген Гуцол              | Сумська областьФедір Савостян Антон Слізченко Михайло Тютюнников Ярослав Демченко                    | Донецька областьАндрій Аліксійчук Олександр Кузьменко Кирило Приходько Олексій Поздняков  |
| 2019      | Сумська областьВіталій Бутрим Федір Савостян Олександр Погорілко Михайло Тютюнников          | Донецька областьЄвген Винничук Андрій Аліксійчук Олексій Кривошанов Олексій Поздняков                | Харківська областьДмитро Бікулов Віктор Голубєв Валентин Діравка Кирило Белашев           |
| 2020      | Сумська областьОлексій Сергієнко Євген Швець Ярослав Демченко Олександр Погорілко            | Донецька областьДанило Журавов Микола Овсянников Владислав Коваленко Олексій Поздняков               | Дніпропетровська областьСергій Назима Сергій Компанієць Дмитро Руденко Сергій Драч        |
| 2021      | Сумська областьЄвген Швець Ярослав Демченко Костянтин Ожійов Олександр Погорілко             | Львівська областьЮрій Васічкін Нікіта Родченков Руслан Реган Денис Баранов                           | Чернівецька областьМаксим Паращук Орест Малованюк Максим Маковійчук Олег Миронець         |
| 2022      | чемпіонат не проводився                                                                      | |                                                                                           |
| 2023      | Сумська областьЄвген Швець Максим Романов Андрій Нечипоренко Олександр Погорілко             | КиївАнтон Шмаровоз Дмитро Ковальчук Юрій Кіщенко Владислав Фінчук                                    | Черкаська областьМикола Стаднік Денис Нечипоренко Костянтин Кишкань Ростислав Голубович   |
| 2024      | Сумська областьЄвген Швець Андрій Нечипоренко Ярослав Демченко Олександр Погорілко           | КиївДмитро Гладкий Антон Шмаровоз Дмитро Гончар Нікіта Родченков                                     | Вінницька областьВадим Гиренко Владислав Галіброда Сергій Носулько Артем Кахно            |

### Ходьба 10000 метрів
| Чемпіонат | Золото                                        | Срібло                                  | Бронза                                     |
| --------- | --------------------------------------------- | --------------------------------------- | ------------------------------------------ |
| 2000      | Сергій Лазар Львівська область                | Сергій Івахів Івано-Франківська область | Степан Бечкало Львівська область           |
| 2001      | Олексій Шелест Сумська область                | Юрій Бурбан Львівська область           | Сергій Лобанов Сумська область             |
| 2002      | Віталій Стецишин Львівська область            | Степан Сущ Волинська область            | Олександр Романенко Вінницька область      |
| 2003-2005 | дисципліна не входила до програми чемпіонатів |                                         |                                            |
| 2006      | Андрій Ковенко Вінницька область              | Олексій Шелест Сумська область          | Артем Вальченко Київська область           |
| 2007      | Андрій Ковенко Вінницька область              | Руслан Дмитренко Київська область       | Олексій Шелест Сумська область             |
| 2008      | Руслан Дмитренко Київська область             | Олексій Казанін Донецька область        | Василь Бігун Волинська область             |
| 2009      | Андрій Ковенко Вінницька область              | Руслан Дмитренко Київська область       | Олександр Романенко Вінницька область      |
| 2010      | Назар Коваленко Київська область              | Андрій Ковенко Вінницька область        | Іван Лосев Київська область                |
| 2011      | Руслан Дмитренко Донецька область             | Іван Лосев Донецька область             | Олександр Венгловський Житомирська область |
| 2012      | Руслан Дмитренко Донецька область             | Іван Лосев Донецька область             | Назар Коваленко Київська область           |
| 2013      | Олександр Венгловський Житомирська область    | Костянтин Пузанов Закарпатська область  | Олександр Романенко Вінницька область      |
| 2014      | Олександр Венгловський Житомирська область    | Сергій Світличний Сумська область       | Олексій Шелест Сумська область             |
| 2015-2023 | дисципліна не входила до програми чемпіонатів |                                         |                                            |
| 2024      | Іван Банзерук Волинська область               | Віктор Шумік Волинська область          | Микола Рущак Сумська область               |

### Стрибки у висоту
| Чемпіонат | Золото                                  | Срібло                                  | Бронза                                                                                                  |
| --------- | --------------------------------------- | --------------------------------------- | --- |
| 1992      | Юрій Сергієнко Миколаївська область     |                                         | |
| 1993      | Валерій Опенкін Донецька область        | Володимир Костенко Житомирська область  | Руслан Стіпанов Хмельницька область                                                                     |
| 1994      | Юрій Сергієнко Миколаївська область     | Руслан Стіпанов Хмельницька область     | Володимир Костенко Житомирська область                                                                  |
| 1995      |                                         |                                         | |
| 1996      | В'ячеслав Тиртишник Київська область    |                                         | |
| 1997      | В'ячеслав Тиртишник Київська область    | Віталій Гебель Дніпропетровська область | Андрій Косоруков Київська область                                                                       |
| 1998      | Руслан Гливинський Одеська область      | Андрій Косоруков Київська область       | Андрій Соколовський Вінницька область                                                                   |
| 1999      | Андрій Соколовський Вінницька область   | Руслан Стіпанів Хмельницька область     | В'ячеслав Тиртишник Київська область                                                                    |
| 2000      | Олексій Гордієнко Черкаська область     | Руслан Гливинський Одеська область      | Сергій Колесник Запорізька область                                                                      |
| 2001      | Андрій Соколовський Вінницька область   | Сергій Димченко Київ                    | Руслан Гливинський Одеська область                                                                      |
| 2002      | Андрій Соколовський Вінницька область   | Руслан Гливинський Одеська область      | Сергій Димченко Київ                                                                                    |
| 2003      | Андрій Соколовський Вінницька область   | Юрій Крімаренко Київська область        | Віктор Шаповал Львівська область                                                                        |
| 2004      | Андрій Соколовський Вінницька область   | Дмитро Дем'янюк Львівська область       | Артем Козбанов Дніпропетровська областьВіктор Шаповал Львівська область                                 |
| 2005      | Віктор Шаповал Львівська область        | Дмитро Дем'янюк Львівська область       | Юрій Крімаренко Київська областьОлексій Берестнєв Донецька областьАндрій Кармелюк Тернопільська область |
| 2006      | Артем Козбанов Дніпропетровська область | Андрій Соколовський Вінницька область   | Віктор Шаповал Львівська область                                                                        |
| 2007      | Андрій Соколовський Вінницька область   | Віктор Шаповал Львівська область        | Віталій Самойленко Херсонська область                                                                   |
| 2008      | Дмитро Дем'янюк Львівська область       | Олександр Нартов Харківська область     | Юрій Крімаренко Київська область                                                                        |
| 2009      | Олександр Нартов Харківська область     | Юрій Крімаренко Київська область        | Андрій Проценко Херсонська область                                                                      |
| 2010      | Дмитро Дем'янюк Львівська область       | Юрій Крімаренко Київська область        | Андрій Проценко Херсонська область                                                                      |
| 2011      | Олександр Нартов Харківська область     | Юрій Крімаренко Київська область        | Віталій Самойленко Херсонська областьАндрій Проценко Херсонська область                                 |
| 2012      | Віктор Шаповал Львівська область        | Богдан Бондаренко Харківська область    | Андрій Рубель Запорізька область                                                                        |
| 2013      | Юрій Крімаренко Київ                    | Дмитро Дем'янюк Львівська область       | Віталій Самойленко Херсонська область                                                                   |
| 2014      | Юрій Крімаренко Київ                    | Віталій Самойленко Херсонська область   | Андрій Ковальов Херсонська область                                                                      |
| 2015      | Андрій Ковальов Херсонська область      | Юрій Крімаренко Київ                    | Дмитро Яковенко Кіровоградська область                                                                  |
| 2016      | Юрій Крімаренко Київ                    | Андрій Проценко Херсонська область      | Віктор Лонський Житомирська область                                                                     |
| 2017      | Андрій Ковальов Херсонська область      | Віктор Лонський Житомирська область     | Дмитро Яковенко Кіровоградська областьОлександр Баранніков Житомирська область                          |
| 2018      | Андрій Проценко Херсонська область      | Віктор Лонський Житомирська область     | Юрій Крімаренко Київ                                                                                    |
| 2019      | Андрій Проценко Херсонська область      | Вадим Кравчук Львівська область         | Андрій Ковальов Херсонська область                                                                      |
| 2020      | Андрій Ковальов Херсонська область      | Вадим Кравчук Львівська область         | Дмитро Яковенко Кіровоградська область                                                                  |
| 2021      | Андрій Проценко Херсонська область      | Олег Дорощук Кіровоградська область     | Дмитро Нікітін Житомирська область                                                                      |
| 2022      | чемпіонат не проводився                 |                                         | |
| 2023      | Роман Петрук Житомирська область        | Вадим Кравчук Львівська область         | Дмитро Яковенко Кіровоградська область                                                                  |
| 2024      | Олег Дорощук Кіровоградська область     | Роман Петрук Житомирська область        | Вадим Кравчук Львівська область                                                                         |

### Стрибки з жердиною
| Чемпіонат | Золото                                      | Срібло                                                        | Бронза                                                                |
| --------- | ------------------------------------------- | ------------------------------------------------------------- | --------------------------------------------------------------------- |
| 1992      | Сергій Фоменко Донецька область             |                                                               |                                                                       |
| 1993      | Олександр Червоний Черкаська область        | Сергій Фоменко Донецька область                               | Сергій Єсипчук Київ                                                   |
| 1994      | Сергій Фоменко Донецька область             | В'ячеслав Калініченко Київ                                    | Сергій Єсипчук Київ                                                   |
| 1995      |                                             |                                                               |                                                                       |
| 1996      | Віктор Вадатурський Одеська область         | Максим Асмолов Харківська область                             | Василь Отрубянников Київ                                              |
| 1997      | Сергій Фоменко Донецька область             | В'ячеслав Калініченко Київська область                        | Олександр Жуков Донецька область                                      |
| 1998      | Максим Асмолов Харківська область           | В'ячеслав Шутєєв Харківська область                           | Сергій Фоменко Донецька область                                       |
| 1999      | Денис Юрченко Донецька область              | Максим Руденко Донецька область                               | Віктор Вадатурський Одеська областьСергій Фоменко Донецька область    |
| 2000      | Олександр Корчмід Київська область          | Максим Руденко Донецька область                               | Руслан Єременко Київ                                                  |
| 2001      | Денис Юрченко Донецька область              | Олександр Корчмід Київська область                            | Василь Отрубянников Київ                                              |
| 2002      | Олександр Корчмід Київська область          | Андрій Афонін Донецька область                                | Артем Матієнко Донецька область                                       |
| 2003      | Владислав Ревенко Київська область          | Денис Юрченко Донецька областьАртем Матієнко Донецька область | не вручалась                                                          |
| 2004      | Денис Юрченко Донецька область              | Олександр Корчмід Київська область                            | Максим Мазурик Донецька область                                       |
| 2005      | Владислав Ревенко Київська область          | Олександр Корчмід Київська область                            | Максим Мазурик Донецька область                                       |
| 2006      | Максим Мазурик Донецька область             | Денис Юрченко Донецька область                                | Владислав Ревенко Київська область                                    |
| 2007      | Денис Юрченко Донецька область              | Денис Федас Київ                                              | Сергій Горовий Київська область                                       |
| 2008      | Денис Федас Київ                            | Мартин Шингур Донецька область                                | Антон Лоза Донецька область                                           |
| 2009      | Олександр Корчмід Київська область          | Максим Мазурик Донецька область                               | Владислав Ревенко Київська область                                    |
| 2010      | Максим Мазурик Донецька область             | Денис Федас Київська область                                  | Іван Єрьомін Дніпропетровська область                                 |
| 2011      | Владислав Ревенко Київська область          | Олександр Корчмід Київська область                            | Денис Федас Київська область                                          |
| 2012      | Олександр Корчмід Київська область          | Владислав Ревенко Київська область                            | Владислав Мандич Харківська область                                   |
| 2013      | Олександр Корчмід Київська область          | Іван Єрьомін Дніпропетровська область                         | Владислав Ревенко Київська область                                    |
| 2014      | Денис Юрченко Донецька область              | Олександр Корчмід Київська область                            | Владислав Ревенко Київська область                                    |
| 2015      | Олександр Корчмід Київська область          | Іван Єрьомін Дніпропетровська область                         | Віталій Пінкевич Львівська область                                    |
| 2016      | Іван Єрьомін Дніпропетровська область       | Олександр Корчмід Київська область                            | Кирило Кіру Київська область                                          |
| 2017      | Владислав Малихін Київська область          | Іван Єрьомін Дніпропетровська область                         | Владислав Мандич Харківська область                                   |
| 2018      | Владислав Малихін Київська область          | Кирило Кіру Київська область                                  | Владислав Мандич Харківська область                                   |
| 2019      | Ілля Кравченко Київська область             | Кирило Кіру Київська область                                  | Іван Єрьомін Дніпропетровська область                                 |
| 2020      | Єгор Абрамов Донецька область               | Іван Єрьомін Дніпропетровська область                         | Артур Бортніков Дніпропетровська областьАндрій Дибка Донецька область |
| 2021      | Іван Єрьомін Дніпропетровська область       | Владислав Малихін Київська область                            | Кирило Кіру Вінницька областьІлля Кравченко Київська область          |
| 2022      | чемпіонат не проводився                     |                                                               |                                                                       |
| 2023      | Олександр Онуфрієв Дніпропетровська область | Іван Єрьомін Дніпропетровська область                         | Кирило Кіру Вінницька область                                         |
| 2024      | Олександр Онуфрієв Дніпропетровська область | Ілля Бобровник Київ                                           | Валентин Лобода Донецька область                                      |

### Стрибки у довжину
| Чемпіонат | Золото                                     | Срібло                                          | Бронза                                     |
| --------- | ------------------------------------------ | ----------------------------------------------- | ------------------------------------------ |
| 1992      | Володимир Очкань Полтавська область        | Ігор Довойно Дніпропетровська область           |                                            |
| 1993      | Віктор Попко Дніпропетровська область      | Сергій Лаєвський Дніпропетровська область       | Євген Семенюк Київська область             |
| 1994      | Віталій Кириленко Харківська область       | Євген Семенюк Київська область                  | Володимир Очкань Полтавська область        |
| 1995      |                                            |                                                 |                                            |
| 1996      | Володимир Очкань Полтавська область        |                                                 | Борис Ільїн Київ                           |
| 1997      | Євген Семенюк Київська область             | Ігор Стрельцов Запорізька область               | Олексій Лукашевич Дніпропетровська область |
| 1998      | Олексій Лукашевич Дніпропетровська область | Дмитро Мишка Тернопільська область              | Роман Щуренко Дніпропетровська область     |
| 1999      | Роман Щуренко Київ                         | Олексій Лукашевич Дніпропетровська область      | Дмитро Мишка Тернопільська область         |
| 2000      | Олексій Лукашевич Дніпропетровська область | Роман Щуренко Київ                              | Дмитро Мишка Тернопільська область         |
| 2001      | Володимир Зюськов Донецька область         | Ростислав Местечкин Черкаська область           | Валерій Васильєв Сумська область           |
| 2002      | Роман Щуренко Київ                         | Володимир Зюськов Донецька область              | Євген Пащенко Київська область             |
| 2003      | Володимир Зюськов Донецька область         | Валерій Васильєв Сумська область                | Олексій Лукашевич Дніпропетровська область |
| 2004      | Володимир Зюськов Донецька область         | Валерій Васильєв Сумська область                | Олексій Лукашевич Дніпропетровська область |
| 2005      | Валерій Васильєв Сумська область           | Володимир Зюськов Донецька область              | Олексій Лукашевич Дніпропетровська область |
| 2006      | Олексій Лукашевич Дніпропетровська область | Роман Щуренко Київ                              | Валерій Васильєв Київ                      |
| 2007      | Валерій Васильєв Київ                      | Олексій Лукашевич Дніпропетровська область      | Олександр Пацеля Дніпропетровська область  |
| 2008      | Володимир Зюськов Донецька область         | Дмитро Білоцерківський Дніпропетровська область | Андрій Макарчев Київ                       |
| 2009      | Олексій Касьянов Запорізька область        | Віктор Кузнєцов Київська область                | Володимир Зюськов Донецька область         |
| 2010      | Віктор Кузнєцов Київська область           | Олександр Солдаткін Донецька область            | Андрій Макарчев Київ                       |
| 2011      | Андрій Макарчев Харківська область         | Олександр Солдаткін Донецька область            | Максим Москаленко Дніпропетровська область |
| 2012      | Олексій Касьянов Запорізька область        | Олександр Солдаткін Донецька область            | Андрій Макарчев Харківська область         |
| 2013      | Олексій Касьянов Запорізька область        | Артем Шпитько Хмельницька область               | Тарас Поліщук Черкаська область            |
| 2014      | Олексій Касьянов Запорізька область        | Тарас Неледва Луганська область                 | Михайло Білобородов Донецька область       |
| 2015      | Сергій Никифоров Київська область          | Сергій Крук Тернопільська область               | Вадим Адамчук Вінницька область            |
| 2016      | Сергій Никифоров Київська область          | Владислав Мазур Житомирська область             | Сергій Крук Тернопільська область          |
| 2017      | Сергій Никифоров Київська область          | Богдан Єгоров Донецька область                  | Владислав Мазур Житомирська область        |
| 2018      | Сергій Никифоров Київська область          | Владислав Мазур Житомирська область             | Ігор Гончар Донецька область               |
| 2019      | Владислав Мазур Житомирська область        | Сергій Никифоров Київська область               | Ярослав Ісаченков Харківська область       |
| 2020      | Сергій Никифоров Київська область          | Владислав Мазур Житомирська область             | Олег Гребенюк Дніпропетровська область     |
| 2021      | Владислав Мазур Житомирська область        | Ігор Гончар Донецька область                    | Руслан Малогловець Харківська область      |
| 2022      | чемпіонат не проводився                    |                                                 |                                            |
| 2023      | Ярослав Ісаченков Харківська область       | Руслан Касьянов Львівська область               | Андрій Махаринський Київ                   |
| 2024      | Ярослав Ісаченков Харківська область       | Ігор Гончар Донецька область                    | Данило Дубина Київ                         |

### Потрійний стрибок
| Чемпіонат | Золото                                       | Срібло                                         | Бронза                                         |
| --------- | -------------------------------------------- | ---------------------------------------------- | ---------------------------------------------- |
| 1992      |                                              | Ілля Ящук Київ                                 |                                                |
| 1993      | Сергій Биков Дніпропетровська область        | Володимир Іноземцев Луганська область          | Володимир Кравченко Дніпропетровська область   |
| 1994      | Володимир Іноземцев Київ                     | Микола Мусієнко Дніпропетровська область       | Віктор Попко Дніпропетровська область          |
| 1995      | Володимир Кравченко АР Крим                  | Віктор Попко Дніпропетровська область          | Костянтин Булах Харківська область             |
| 1996      | Юрій Осипенко Дніпропетровська область       | Володимир Іноземцев Київ                       | Андрій Ледовських Дніпропетровська область     |
| 1997      | Геннадій Глушенко Запорізька область         | Сергій Ізмайлов Тернопільська область          | Володимир Кравченко Дніпропетровська область   |
| 1998      | Юрій Осипенко Дніпропетровська область       | Сергій Ізмайлов Полтавська область             | Володимир Кравченко Дніпропетровська область   |
| 1999      | Віталій Колпаков Київ                        | Сергій Ізмайлов Полтавська область             | Юрій Осипенко Дніпропетровська область         |
| 2000      | Сергій Ізмайлов Полтавська область           | Володимир Кравченко Дніпропетровська область   | Андрій Троць Дніпропетровська область          |
| 2001      | Володимир Кравченко Дніпропетровська область | Олександр Зацаренко Дніпропетровська область   | Геннадій Глушенко Запорізька область           |
| 2002      | Віктор Ястребов Київська область             | Микола Саволайнен Київ                         | Сергій Ізмайлов Полтавська область             |
| 2003      | Сергій Ізмайлов Полтавська область           | Микола Саволайнен Київ                         | Віктор Ястребов Київська область               |
| 2004      | Микола Саволайнен Київ                       | Віктор Ястребов Київська область               | Євген Семененко Харківська область             |
| 2005      | Микола Саволайнен Київ                       | Андрій Троць Дніпропетровська область          | Володимир Летніков Молдова                     |
| 2006      | Віктор Ястребов Київська область             | Микола Саволайнен Київ                         | Віктор Кузнєцов Київська область               |
| 2007      | Микола Саволайнен Київ                       | Віктор Кузнєцов Київська область               | Віктор Ястребов Київська область               |
| 2008      | Віктор Кузнєцов Київська область             | Віктор Ястребов Київська область               | Шериф Ель-Шериф Київська область               |
| 2009      | Євген Семененко Харківська область           | Віктор Ястребов Київська область               | Олександр Сергєєв Харківська область           |
| 2010      | Віктор Ястребов Київська область             | Дмитро Тидень Харківська область               | Олександр Сергєєв Харківська область           |
| 2011      | Шериф Ель-Шериф Дніпропетровська область     | Микола Саволайнен Черкаська область            | Олег Даниш Київ                                |
| 2012      | Шериф Ель-Шериф Дніпропетровська область     | Михайло Власов Дніпропетровська область        | Євген Семененко Харківська область             |
| 2013      | Євген Семененко Харківська область           | Віктор Кузнєцов Київська область               | Віктор Ястребов Київська область               |
| 2014      | Віктор Кузнєцов Київська область             | Євген Семененко Харківська область             | Віктор Ястребов Київська область               |
| 2015      | Віктор Ястребов Київська область             | Андрій Станчев Київ                            | Дмитро Тидень Хмельницька область              |
| 2016      | Андрій Станчев Київ                          | Віктор Ястребов Київська область               | Кирило Козлов Київ                             |
| 2017      | Олександр Малосілов Донецька область         | Віктор Кузнєцов Київська область               | Павло Безніс Харківська область                |
| 2018      | Олександр Малосілов Донецька область         | Віктор Кузнєцов Київська область               | Андрій Станчев Київ                            |
| 2019      | Павло Безніс Харківська область              | Олександр Малосілов Донецька область           | Артем Коноваленко Донецька область             |
| 2020      | Олександр Малосілов Донецька область         | Євген Шевченко Дніпропетровська область        | Андрій Авраменко Київ                          |
| 2021      | Олександр Малосілов Донецька область         | Євген Шевченко Дніпропетровська область        | Олександр Попко Дніпропетровська область       |
| 2022      | чемпіонат не проводився                      |                                                |                                                |
| 2023      | Владислав Шепелєв Одеська область            | Володимир Данильченко Дніпропетровська область | Артем Коноваленко Донецька область             |
| 2024      | Владислав Шепелєв Одеська область            | Артем Коноваленко Донецька область             | Володимир Данильченко Дніпропетровська область |

### Штовхання ядра
| Чемпіонат | Золото                                       | Срібло                                   | Бронза                                    |
| --------- | -------------------------------------------- | ---------------------------------------- | ----------------------------------------- |
| 1992      |                                              |                                          |                                           |
| 1993      | Олександр Багач Київська область             | Олександр Клименко Київ                  | Роман Вірастюк Івано-Франківська область  |
| 1994      | Олександр Багач Київська область             | Роман Вірастюк Івано-Франківська область | Андрій Немчанінов Київ                    |
| 1995      | Юрій Білоног Одеська область                 | Андрій Немчанінов Київська область       | Юрій Пархоменко Київ                      |
| 1996      | Андрій Немчанінов Київ                       | Юрій Білоног Одеська область             |                                           |
| 1997      | Юрій Білоног Одеська область                 | Роман Вірастюк Івано-Франківська область |                                           |
| 1998      | Роман Вірастюк Івано-Франківська область     | Олександр Клименко Київ                  | Василь Вірастюк Івано-Франківська область |
| 1999      | Олександр Багач Київська область             | Юрій Білоног Одеська область             | Віталій Сидоров Одеська область           |
| 2000      | Олександр Багач Київська область             | Роман Вірастюк Івано-Франківська область | Андрій Немчанінов Росія                   |
| 2001      | Роман Вірастюк Івано-Франківська область     | Юрій Пархоменко Київ                     | Михайло Гресько Івано-Франківська область |
| 2002      | дисципліна не входила до програми чемпіонату |                                          |                                           |
| 2003      | Юрій Білоног Одеська область                 | Юрій Пархоменко Київ                     | Андрій Бородкін Донецька область          |
| 2004      | Євген Яковенко Київська область              | Андрій Мартинов Одеська область          | Михайло Гресько Івано-Франківська область |
| 2005      | Андрій Немчанінов Київська область           | Андрій Бородкін Хмельницька область      | Андрій Мартинов Одеська область           |
| 2006      | Андрій Бородкін Хмельницька область          | Андрій Немчанінов Київська область       | Андрій Семенов Одеська область            |
| 2007      | Юрій Білоног Одеська область                 | Андрій Семенов Одеська область           | Віктор Самолюк Київська область           |
| 2008      | Юрій Білоног Одеська область                 | Дмитро Савицький Одеська область         | Віктор Самолюк Київська область           |
| 2009      | Віктор Самолюк Київська область              | Андрій Бородкін Хмельницька область      | Станіслав Сегеда Сумська область          |
| 2010      | Андрій Бородкін Закарпатська область         | Андрій Семенов Одеська область           | Віктор Самолюк Київська область           |
| 2011      | Андрій Семенов Одеська область               | Андрій Бородкін Закарпатська область     | Віктор Самолюк Київська область           |
| 2012      | Андрій Семенов Одеська область               | Віктор Самолюк Київська область          | Дмитро Савицький Одеська область          |
| 2013      | Дмитро Савицький Одеська область             | Андрій Семенов Одеська область           | Віктор Самолюк Київська область           |
| 2014      | Андрій Семенов Одеська область               | Андрій Бородкін Тернопільська область    | Віктор Самолюк Київська область           |
| 2015      | Віктор Самолюк Київська область              | Дмитро Савицький Одеська область         | Андрій Семенов Одеська область            |
| 2016      | Олексій Ничипор Білорусь                     | Віктор Самолюк Київська область          | Ігор Мусієнко Сумська область             |
| 2017      | Віктор Самолюк Київська область              | Ігор Мусієнко Сумська область            | Микола Багач Київська область             |
| 2018      | Віктор Самолюк Київська область              | Ігор Мусієнко Сумська область            | Роман Кокошко Вінницька область           |
| 2019      | Ігор Мусієнко Сумська область                | Віктор Самолюк Київська область          | Роман Кокошко Одеська область             |
| 2020      | Ігор Мусієнко Сумська область                | Віктор Самолюк Київська область          | Роман Кокошко Одеська область             |
| 2021      | Ігор Мусієнко Сумська область                | Роман Кокошко Одеська область            | Віктор Самолюк Київська область           |
| 2022      | чемпіонат не проводився                      |                                          |                                           |
| 2023      | Ігор Мусієнко Сумська область                | Віктор Самолюк Київська область          | Віктор Климук Київ                        |
| 2024      | Артем Левченко Харківська область            | Ігор Мусієнко Сумська область            | Віктор Самолюк Київська область           |

### Семиборство
| Чемпіонат | Золото                                        | Срібло                                        | Бронза                                        |
| --------- | --------------------------------------------- | --------------------------------------------- | --------------------------------------------- |
| 1992      | Віталій Колпаков Луганська область            | Іван Кирдода Черкаська область                | Володимир Дерев'янчук Київ                    |
| 1993      | Михайло Медвідь Київ                          | Віктор Радченко Львівська область             | Іван Бабій Запорізька область                 |
| 1994      | Олександр Богданов Київ                       | Іван Бабій Запорізька область                 | Володимир Михайленко Дніпропетровська область |
| 1995      | Олександр Богданов Київ                       | Олександр Юрков Дніпропетровська область      | Юрій Журавський Київ                          |
| 1996      | Михайло Медведь Київ                          | Сергій Блонський Київська область             | Олександр Юрков Дніпропетровська область      |
| 1997      | Сергій Блонський Київська область             | Олександр Юрков Дніпропетровська область      | Володимир Шатковський Київська область        |
| 1998      | Володимир Михайленко Дніпропетровська область | Олександр Юрков Дніпропетровська область      | Юрій Журавський Київ                          |
| 1999      | Олександр Юрков Дніпропетровська область      | Володимир Михайленко Дніпропетровська область | Сергій Рябчун Харківська область              |
| 2000      | Сергій Блонський Київська область             | Юрій Журавський Київ                          | Сергій Рябчун Харківська область              |
| 2001      |                                               | Сергій Блонський Київська область             | Володимир Шатковський Київська область        |
| 2002      | Сергій Блонський Київська область             | Сергій Олійник Одеська область                | Максим Кафеджі Харківська область             |
| 2003      | Володимир Михайленко Дніпропетровська область | Сергій Блонський Київська область             | Сергій Андросович Дніпропетровська область    |
| 2004      | Сергій Рябчун Харківська область              | Сергій Блонський Київська область             | Ігор Мартиновський Білорусь                   |
| 2005      | Олександр Пархоменко Білорусь                 | Сергій Блонський Київська область             | Олександр Юрков Київська область              |
| 2006      | Олександр Пархоменко Білорусь                 | Олексій Сисоєв Росія                          | Костянтин Смірнов Росія                       |
| 2007      | Олексій Сисоєв Росія                          | Микола Шубянок Білорусь                       | Олександр Корзун Білорусь                     |
| 2008      | Андрій Дем'янов Росія                         | Євген Нікітін Харківська область              | Олександр Пархоменко Білорусь                 |
| 2009      | Євген Нікітін Харківська область              | Олександр Марчугайтес Київська область        | Марк Тимченко Харківська область              |
| 2010      | Євген Нікітін Харківська область              | Віталій Пінкевич Харківська область           | Олексій Гордієнко Черкаська область           |
| 2011      | Олександр Кіслов Росія                        | Євген Нікітін Харківська область              | Віталій Пінкевич Харківська область           |
| 2012      | Олександр Марченко Харківська область         | Василь Іваницький Львівська область           | Олександр Паламарчук Київська область         |
| 2013      | Василь Іваницький Львівська область           | Сергій Ярохович Дніпропетровська область      | Олександр Паламарчук Київська область         |
| 2014      | Василь Іваницький Львівська область           | Олександр Паламарчук Київська область         | Віталій Пінкевич Львівська область            |
| 2015      | Василь Іваницький Львівська область           | Олександр Паламарчук Київська область         | Сергій Ярохович Дніпропетровська область      |
| 2016      | Олексій Касьянов Запорізька область           | Василь Іваницький Львівська область           | Артур Суюнов Запорізька область               |
| 2017      | Василь Іваницький Львівська область           | Руслан Малогловець Дніпропетровська область   | Валентин Олійник Черкаська область            |
| 2018      | Василь Іваницький Львівська область           | Вадим Адамчук Вінницька область               | Дмитро Шепітко Вінницька область              |
| 2019      | Василь Іваницький Львівська область           | Руслан Малогловець Дніпропетровська область   | Вадим Адамчук Вінницька область               |
| 2020      | Руслан Малогловець Дніпропетровська область   | Вадим Адамчук Вінницька область               | Ярослав Богдан Київська область               |
| 2021      | Олексій Касьянов Запорізька область           | Вадим Адамчук Вінницька область               | Василь Іваницький Львівська область           |
| 2022      | чемпіонат не проводився                       |                                               |                                               |
| 2023      | Вадим Адамчук Вінницька область               | Руслан Касьянов Львівська область             | Артем Міщенко Київська область                |
| 2024      | Олександр Климач Київська область             | Владислав Різниченко Одеська область          | Максим Зейналян Волинська область             |

## Колишні дисципліни

### 1000 метрів
| Чемпіонат | Золото | Срібло                            | Бронза |
| --------- | ------ | --------------------------------- | ------ |
| 1992      |        | Іван Бондарук Хмельницька область |        |

### 2000 метрів з перешкодами
| Чемпіонат | Золото                          | Срібло                                  | Бронза                                   |
| --------- | ------------------------------- | --------------------------------------- | ---------------------------------------- |
| 1997      | Сергій Редько Луганська область | Іван Твардовський Тернопільська область | Олексій Пацерін Дніпропетровська область |

### 4×200 метрів
| Чемпіонат | Золото                                                                      | Срібло                                                                  | Бронза                                                               |
| --------- | --------------------------------------------------------------------------- | ----------------------------------------------------------------------- | -------------------------------------------------------------------- |
| 2006      | Харківська областьТагір Тухтаров Євген Бібік Євген Петренко Микола Василець | КиївОлександр Рюмін Сергій Калита Олександр Ніколаєвський Руслан Барков | Сумська областьВіталій Корж Юрій Штанов Роман Шевцов Олександр Гудим |

### 200+400+600+800 метрів
| Чемпіонат | Золото                                                                | Срібло                                                                                         | Бронза                                                                                    |
| --------- | --------------------------------------------------------------------- | ---------------------------------------------------------------------------------------------- | ----------------------------------------------------------------------------------------- |
| 2001      | КиївСергій Полінков Сергій Тищенко Володимир Рибалка Микола Новицький | Івано-Франківська областьВіталій Борисенко Олексій Сидоренко Володимир Ковалик Ярослав Гресько | Донецька областьКостянтин Васюков Дмитро Глущенко Віталій Ноздрачов Олександр Сітковський |

### Ходьба 5000 метрів
| Чемпіонат | Золото                                     | Срібло                                | Бронза                             |
| --------- | ------------------------------------------ | ------------------------------------- | ---------------------------------- |
| 1992      |                                            |                                       | Віктор Чистов Херсонська область   |
| 1993      | Анатолій Козлов Сумська область            | Сергій П'ятаченко Сумська область     | Володимир Дручик Волинська область |
| 1994      | Анатолій Козлов Сумська область            | Володимир Дручик Волинська область    | Микола Ямщиков Київ                |
| 2015      | Олександр Венгловський Житомирська область | Олександр Романенко Вінницька область | Кирило Андрущенко Київ             |